# Loxocera hoffmannseggi
Loxocera hoffmannseggi är en tvåvingeart som beskrevs av Johann Wilhelm Meigen 1826. Loxocera hoffmannseggi ingår i släktet Loxocera och familjen rotflugor. Arten har ej påträffats i Sverige. Inga underarter finns listade i Catalogue of Life.